# 劳伦斯·斯特罗尔
劳伦斯·斯特罗尔 （1959年7月11日—）是一位加拿大企業家，生于蒙特利尔的一个犹太人家庭。 他是阿斯顿·马丁的所有者之一和执行主席，也是阿斯顿·马丁的一级方程式賽車车队的老板。 他的女兒是斯科蒂·詹姆斯的妻子 ，兒子是赛车手蘭斯·斯托爾。 